# イオンタウン鷹巣郵便局
イオンタウン鷹巣郵便局（いおんたうんたかのすゆうびんきょく）は秋田県北秋田市にある郵便局である。

## 概要
住所：〒018-3302 秋田県北秋田市栄字中綱30
当郵便局は、二酸化炭素の発生を抑制できる断熱性と強度に優れた木質パネル建材（CLT）を使用し、空調設備には自然エネルギーの地中熱を利用して、環境に配慮した「＋エコ郵便局」と呼ばれる造りが特徴で東北第2号店舗目。また、イオンタウンの敷地内で、アクセスがしやすく、利便性が高く利用を多く見込めるため開局が決まった。

## 沿革
- 2024年（令和6年）1月22日 - 開局

## 取扱内容
- 郵便・荷物サービス（郵便・印紙・ゆうパック）
- 貯金サービス（貯金・為替・振替など）
- 保険サービス（生命保険・バイク自賠責保険・がん保険など）
- 物販サービス（カタログ販売・店頭販売など）

## 周辺
- イオンタウン鷹巣
- たかのすモール
- JA虹のホールたかのす
- 秋田トヨタ自動車 鷹巣店
- ブックスモア 鷹巣店
- 秋田県道102号大館鷹巣線
- 国道105号鷹巣バイパス

## アクセス
- 秋北バス イオンタウン鷹巣停留所下車1分
- 秋田自動車道 鷹巣ICから車で約4分
- 駐車場：イオンタウン鷹巣の共用駐車場1,560台